# Kring drottningen
Kring drottningen (Rond de koningin) is een toneelstuk van de Zweedse schrijfster Brita van Horn (1886-1983).

## Toneelstuk
Het historisch drama uit 1917 in drie aktes vertelt een verhaal over Elizabeth I van Engeland. Andere rollen zijn weggelegd voor Walter Raleigh en William Cecil, 1e baron Burghley. Zowel schrijfster als toneelstuk zijn in de vergetelheid geraakt.

## Muziek
Kring Drottningen kreeg in mei 1919 een aantal voorstellingen in het Nationaltheatret in Oslo onder de titel Dronning Bess. Om het toneelstuk te omlijsten zocht muzikaal directeur en dirigent van het theaterorkest Johan Halvorsen muziek uit van Johann Sebastian Bach en wat oude Engelse muziek. Zelf schreef hij ook nog enige aanvullingen.